# Freie Waldorfschule Dachsberg
Die Freie Waldorfschule Dachsberg ist eine Waldorfschule, die im Südschwarzwald in der Gemeinde Dachsberg (Südschwarzwald) beheimatet ist.
Die Freie Waldorfschule Dachsberg wurde im November 1992 offiziell eröffnet. Der Unterricht begann in einem Privathaus in Görwihl-Rüßwihl. 1994 kaufte der Schulverein mit Hilfe aller Eltern das Schulhaus in Wolpadingen. Zusätzlich wird in angemieteten Räumen auf dem Gelände des Goldenhofes unterrichtet.
Das besondere an der Freien Waldorfschule Dachsberg ist, dass es zwei Schulstandorte gibt, einer in Urberg und einer in Wolpadingen, beides Ortsteile der Gemeinde Dachsberg.

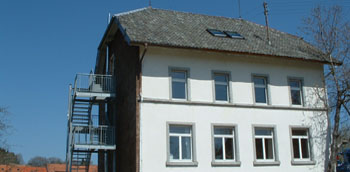
Gebäude der Freien Waldorfschule Dachsberg in Wolpadingen

Teilweise sind die Schüler in jahrgangsübergreifenden Klassen zusammengefasst und werden gemeinsam unterrichtet. Die Klassen haben zwischen 16 und 30 Schüler.
13 Klassenlehrer und Fachlehrer sowie Gastlehrer unterrichten die Klassen 1 bis 12. Am Ende der 10. Klasse ist der Hauptschulabschluss möglich. Die Oberstufe schließt nach der 12. Klasse gemäß Waldorflehrplan ab. Zusätzlich ist der Realschulabschluss möglich. Ein 13. Schuljahr mit Abitur kann dann, wenn ein Schüler befähigt ist und es wünscht, an einer anderen Waldorfschule mit Abiturzug abgelegt werden.
Gegenwärtig werden etwa 180 Schüler und Schülerinnen aus einem großen Einzugsgebiet an der Freien Waldorfschule Dachsberg unterrichtet.